# John Smith (Jamestown)
 For alternative betydninger, se John Smith. (Se også artikler, som begynder med John Smith)
John Smith (1580–1631) var en engelsk soldat og sejler, som hovedsageligt huskes for sin rolle i etableringen af den første permanente engelske koloni i Nord-Amerika, og hans korte forbindelse med den oprindelige amerikaner-prinsesse Pocahontas.
Smith blev født i Alford i Lincolnshire. Han levede et interessant liv, selvom hans pralende natur gør det vanskeligt for historikere at separere fakta fra hvad som er opdigtet.
Smith forlod hjemmet i en alder af 16 år efter at hans far døde, og drog til søs. Han tjente som lejesoldat i hæren ved kong Henrik 4. af Frankrig mod spanjolerne og kæmpede senere imod det Osmanniske Rige. Smith blev forfremmet til Kaptajn mens han kæmpede i Ungarn for habsburgerne, i kampagnen til Mihai Viteazul i 1600–1601. Efter at Viteazul døde, kæmpede han for Radu Serban i Valakiet mod Ieremia Movila, men blev såret, fanget og solgt som slave i 1602. Smith hævdede at tyrkeren sendte ham som en gave til sin kæreste som blev forelsket i Smith og hjalp ham med at flygte.
Smith rejste derefter i gennem Europa og der nordlige Afrika før han rejste tilbage til England i 1604. Der blev han involveret i planer om at kolonisere Virginia for at tjene penge gennem Virginia Company som havde fået en kontrakt af kong Jakob 1. Ekspeditionen satte sejl med tre små skibe d. 20. december 1606 og nybyggerne ankom 13. maj 1607 ved Jamestown.
Dårligt vejr, mangel på vand og angreb fra Algonquian-indianere næsten ødelagde kolonien, og i december 1607 blev Smith taget til fange og ført frem for den lokale høvding, Powhatan. Selv om han frygtede for sit liv, blev Smith efterfølgende gjort til en underordnet høvding af stammen og gav senere æren delvist for dette til høvdingens datter, Pocahontas, som var fra elleve til tretten år på det tidspunkt. Ifølge ham kastede hun sig over ham for at forhindre hans henrettelse, men der er betydelig usikkerhed om denne fortælling.
Senere forlod Smith Jamestown for at udforske Chesapeake Bay-regionen og ledte efter hårdt tiltrængt mad. Han blev efterfølgende valgt som præsident af det lokale råd i september 1608 og indførte en politik af disciplin, opmuntret landbrug med en berømt udtalelse om at «han som ikke arbejder, spiser ikke.» Bosættelsen voksede under hans lederskab, men Smith blev alvorlig skadet i et uheld med krudt og måtte rejse tilbage til England for behandling i oktober 1609. Han vendte aldrig tilbage til Virginia.
I 1614 vendte han tilbage til den nye verden i en rejse til Maine og Massachusetts Bay, som han kaldte New England. Han tilbragte resten af sit liv med at skrive bøger til han døde i 1631, 51 år gammel.

## Populær kultur
Legenden om Smith og Pocahontas er blevet indarbejdet i utallige bøger, skuespil og film, med varierende historisk nøjagtighed. Den nyeste film er The New World med Colin Farrell i hovedrollen som Smith, tidligere har også Disney lavet tegnefilmen Pocahontas med Mel Gibson som stemme til John Smith, dubbet til dansk af Kristian Boland.